# Classificació per punts al Giro d'Itàlia
La classificació per punts al Giro d'Itàlia fou instaurada el 1966, sent una de les classificacions secundàries del Giro d'Itàlia. És una classificació que no té en compte el temps, sinó el lloc d'arribada a meta.
De 1967 a 1969, el líder de la classificació per punts portà un mallot vermell, però a partir de 1970 el color distintiu del mallot fou el malva, sent anomenat mallot ciclamino. A partir del 2010 es recuperà el color vermell i se l'anomenà maglia rosso passione. El 2017 es recupera la maglia ciclamino.

## Palmarès
| Any  | Ciclista                       | Equip                               | Punts | Altres mallots                                     |
| ---- | ------------------------------ | ----------------------------------- | ----- | -------------------------------------------------- |
| 1966 | Gianni Motta (ITA)             | Molteni                             | 228   | Classificació general                              |
| 1967 | Dino Zandegù (ITA)             | Salvarani                           | 200   | -                                                  |
| 1968 | Eddy Merckx (BEL)              | Faema                               | 198   | Classificació general Gran Premi de la muntanya    |
| 1969 | Franco Bitossi (ITA)           | Filotex                             | 182   | -                                                  |
| 1970 | Franco Bitossi (ITA)           | Filotex                             | 252   | -                                                  |
| 1971 | Marino Basso (ITA)             | Molteni                             | 181   | -                                                  |
| 1972 | Roger de Vlaeminck (BEL)       | Dreher                              | 264   | -                                                  |
| 1973 | Eddy Merckx (BEL)              | Alimentari Molteni                  | 237   | Classificació general                              |
| 1974 | Roger de Vlaeminck (BEL)       | Brooklyn                            | 265   | -                                                  |
| 1975 | Roger de Vlaeminck (BEL)       | Brooklyn                            | 346   | -                                                  |
| 1976 | Francesco Moser (ITA)          | Sanson-Campagnolo                   | 272   | -                                                  |
| 1977 | Francesco Moser (ITA)          | Sanson-Campagnolo                   | 226   | -                                                  |
| 1978 | Francesco Moser (ITA)          | Sanson-Campagnolo                   | 229   | -                                                  |
| 1979 | Giuseppe Saronni (ITA)         | Scic                                | 275   | Classificació general                              |
| 1980 | Giuseppe Saronni (ITA)         | Gis Gelati                          | 301   | -                                                  |
| 1981 | Giuseppe Saronni (ITA)         | Gis Gelati                          | 215   | -                                                  |
| 1982 | Francesco Moser (ITA)          | Famcucine                           | 247   | -                                                  |
| 1983 | Giuseppe Saronni (ITA)         | Del Tongo                           | 223   | Classificació general                              |
| 1984 | Urs Freuler (SUI)              | Atala                               | 178   | -                                                  |
| 1985 | Johan van der Velde (NED)      | Vini Ricordi-Pinarello              | 195   | -                                                  |
| 1986 | Guido Bontempi (ITA)           | Carrera Jeans                       | 167   | -                                                  |
| 1987 | Johan van der Velde (NED)      | Gis Gelati                          | 175   | -                                                  |
| 1988 | Johan van der Velde (NED)      | Gis Gelati                          | 154   | -                                                  |
| 1989 | Giovanni Fidanza (ITA)         | Chateau d'Ax                        | 172   | -                                                  |
| 1990 | Gianni Bugno (ITA)             | Chateau d'Ax                        | 195   | Classificació general                              |
| 1991 | Claudio Chiappucci (ITA)       | Carrera Jeans                       | 283   | -                                                  |
| 1992 | Mario Cipollini (ITA)          | GB-MG Maglificio                    | 236   | -                                                  |
| 1993 | Adriano Baffi (ITA)            | Mercatone Uno-Zucchini              | 228   | -                                                  |
| 1994 | Djamolidine Abdoujaparov (UZB) | Team Polti                          | 202   | -                                                  |
| 1995 | Tony Rominger (SUI)            | Mapei-GB                            | 205   | Classificació general Classificació de l'intergiro |
| 1996 | Fabrizio Guidi (ITA)           | Scrigno-Blue Storm                  | 235   | Classificació de l'intergiro                       |
| 1997 | Mario Cipollini (ITA)          | Saeco                               | 202   | -                                                  |
| 1998 | Mariano Piccoli (ITA)          | Brescialat-Liquigas                 | 194   | -                                                  |
| 1999 | Laurent Jalabert (FRA)         | ONCE-Deutsche Bank                  | 175   | -                                                  |
| 2000 | Dmitri Kónixev (RUS)           | Fassa Bortolo                       | 159   | -                                                  |
| 2001 | Massimo Strazzer (ITA)         | Mobilvetta Design-Formaggi Trentini | 177   | Classificació de l'intergiro Combativitat          |
| 2002 | Mario Cipollini (ITA)          | Acqua & Sapone-Cantina Tollo        | 184   | -                                                  |
| 2003 | Gilberto Simoni (ITA)          | Saeco Macchine per Caffè            | 154   | Classificació general                              |
| 2004 | Alessandro Petacchi (ITA)      | Fassa Bortolo                       | 250   | Combativitat                                       |
| 2005 | Paolo Bettini (ITA)            | Quick Step-Innergetic               | 162   | -                                                  |
| 2006 | Paolo Bettini (ITA)            | Quick Step-Innergetic               | 169   | Combativitat                                       |
| 2007 | Danilo Di Luca (ITA)           | Liquigas-Doimo                      | 130   | Classificació general                              |
| 2008 | Daniele Bennati (ITA)          | Liquigas                            | 189   | -                                                  |
| 2009 | Denís Ménxov (RUS)             | Rabobank ProTeam                    | 144   | Classificació general                              |
| 2010 | Cadel Evans (AUS)              | BMC Racing Team                     | 150   | -                                                  |
| 2011 | Michele Scarponi (ITA)         | Lampre-ISD                          | 202   | Classificació general                              |
| 2012 | Joaquim Rodríguez (CAT)        | Team Katusha                        | 139   | -                                                  |
| 2013 | Mark Cavendish (GBR)           | Omega Pharma-Quick Step             | 158   | Combativitat                                       |
| 2014 | Nacer Bouhanni (FRA)           | FDJ                                 | 291   | -                                                  |
| 2015 | Giacomo Nizzolo (ITA)          | Trek Factory Racing                 | 181   | -                                                  |
| 2016 | Giacomo Nizzolo (ITA)          | Trek-Segafredo                      | 209   | -                                                  |
| 2017 | Fernando Gaviria (COL)         | Quick-Step Floors                   | 325   | -                                                  |
| 2018 | Elia Viviani (ITA)             | Quick-Step Floors                   | 341   | -                                                  |
| 2019 | Pascal Ackermann (GER)         | Bora-Hansgrohe                      | 226   | -                                                  |
| 2020 | Arnaud Démare (FRA)            | Groupama-FDJ                        | 233   | -                                                  |
| 2021 | Peter Sagan (SVK)              | Bora-Hansgrohe                      | 136   | -                                                  |
| 2022 | Arnaud Démare                  | Groupama-FDJ                        | 254   | -                                                  |
| 2023 | Jonathan Milan                 | Bahrain Victorious                  | 217   | -                                                  |
| 2024 | Jonathan Milan                 | Lidl-Trek                           | 352   | -                                                  |
| 2025 | Mads Pedersen                  | Lidl-Trek                           | 295   | -                                                  |

## Azzurri d'Itàlia
Aquesta classificació és similar a la classificació per punts. Atribueix els punts als tres primers classificats de cada etapa (4, 2 i 1 punts). El líder de la classificació no porta cap mallot distintiu, però té un premi final de 5.000 euros.

### Palmarès
| Any  | Ciclista                  | Equip                        | Punts |
| ---- | ------------------------- | ---------------------------- | ----- |
| 2001 | Mario Cipollini (ITA)     | Saeco Macchine per Caffé     |       |
| 2002 | Mario Cipollini (ITA)     | Acqua & Sapone-Cantina Tollo |       |
| 2003 | Gilberto Simoni (ITA)     | Saeco Macchine per Caffè     |       |
| 2004 | Alessandro Petacchi (ITA) | Fassa Bortolo                |       |
| 2005 | Alessandro Petacchi (ITA) | Fassa Bortolo                |       |
| 2006 | Ivan Basso (ITA)          | Team CSC                     |       |
| 2007 | Alessandro Petacchi (ITA) | Team Milram                  |       |
| 2008 | Daniele Bennati (ITA)     | Liquigas-Doimo               |       |
| 2009 | Danilo Di Luca (ITA)      | LPR Brakes-Farnese Vini      |       |
| 2010 | Cadel Evans (AUS)         | BMC Racing Team              | 11    |
| 2011 | José Rujano (VEN)         | Androni Giocattoli           | 8     |
| 2012 | Mark Cavendish (GBR)      | Team Sky                     | 14    |
| 2013 | Mark Cavendish (GBR)      | Omega Pharma-Quick Step      | 20    |
| 2014 | Nacer Bouhanni (FRA)      | FDJ                          | 14    |
| 2015 | Mikel Landa (ESP)         | Astana Qazaqstan Team        | 10    |
| 2016 | Michele Scarponi (ITA)    | Astana Qazaqstan Team        |       |
| 2017 | Fernando Gaviria (COL)    | Quick-Step Floors            |       |